# Verpulus laevipes
Verpulus laevipes is een hooiwagen uit de familie Sclerosomatidae.